# گوبونگسان (جئولای شمالی)
گوبونگسان (به لاتین: Gubongsan) یک کوه در کره جنوبی است که در استان گیئونگی واقع شده‌است. گوبونگسان ۱٬۰۰۲ متر بالاتر از سطح دریا واقع شده‌است.